# Aeropuerto de Yoshkar-Olá
El aeropuerto de Yoshkar-Olá (del ruso: Аэропорт Йошкар-Ола) (IATA: JOK, ICAO: UWKJ) es un aeropuerto ubicado 9 km al norte de Yoshkar-Olá, capital de la República de Mari-El, Rusia. 
Está operado por la empresa "Aeropuerto Yoshkar-Olá" (del ruso: Аэропорт Йошкар-Ола).
El espacio aéreo está controlado desde la Región de Información del Vuelo (FIR) de Kazán (ICAO: UWKD).

## Pista
Cuenta con una pista de aterrizaje de asfalto (16-34) de 2400x45 m (7874x148 pies) donde pueden operar aeronaves con un peso máximo al despegue de 64 toneladas, así como todo tipo de helicópteros durante todo el año, dentro de los horarios establecidos.